# پی دبلیو اس-۵۲
پی دبلیو اس-۵۲ (به انگلیسی: PWS-52) یک هواگرد از نوع هواگرد ورزشی ساخت شرکت هواگردسازی پودلاشه است. هواگرد پی دبلیو اس-۵۲ نخستین پروازش را در ژوئیه ۱۹۳۰ میلادی انجام داد. در مجموع، تعداد ۱ فروند از این هواگرد ساخته شده‌است.